# Donald Martin Stewart
Donald Martin Stewart, född den 1 mars 1824 nära Forres i Skottland, död den 26 mars 1900 i Alger, var en brittisk militär.
Stewart inträdde 1840 i Ostindiska kompaniets tjänst som furir och var vid sepoysupprorets utbrott 1857 kapten. Han företog i juni samma år en berömd vågsam ritt som kurir från Agra till Delhi och deltog därpå som stabsofficer i återerövringen av Delhi och Lucknow. År 1861 blev Stewart major, anförde 1867–1868 med brigadgenerals rang den bengaliska divisionen i Napiers expedition mot Abessinien och blev 1868 generalmajor. Åren 1869-1872 var Stewart befälhavare på Andamanerna och reorganiserade förtjänstfullt straffkolonin där. I kriget mot Afghanistan 1879–1880 förde han Quettaarmén till Kandahar och framträngde därifrån (mars–maj 1880) till Kabul, där han efter Roberts övertog befälet över de brittiska trupperna i norra Afghanistan. Efter general Burrows nederlag vid Maiwand (den 24 juli samma år) sände Stewart general Roberts med en division till Kandahar och hemförde själv återstoden av armén till Indien genom Khyberpasset. Stewart belönades för sina stora förtjänster under fälttåget med baronetvärdighet (samma år), blev 1881 general och 1894 fältmarskalk. Han var 1881-1885 högste befälhavare i Indien, från 1885 till sin död medlem av indiska rådet i London och från 1895 guvernör för invalidhuset i Chelsea.